# ذاتي الحد
في علم الأحياء، يستخدم مصطلح كائن ذاتي الحد للكائنات التي تحدد نموها بنفسها، فلكل كائن حجم أقصى تحدد صفاته الوراثية. كما أن مستعمرة ما لكائن ما لا يمكنها أن تتجاوز حدا في عدد أفرادها. الطبيعة ذاتية الحد لمستعمرات كثير من الكائنات لها منافع للحفاظ عليها كما في حالة التطفل. لأن العدد الكبير قد يقتل العائل فيقتل الكائن نفسه.
أما في الطب، فيعبر عن المرض أو الحالة التي تتوقف عند حد ما دون تأثير خارجي أو دون تدخل علاج ما، لكن هذا لا يعني أن الحالات ذاتية الحد لا تحتاج للعلاج لأجل إنهائها أو معالجة أعراضها أو الإسراع بشفائها.